# Heart Strings (film 1917)

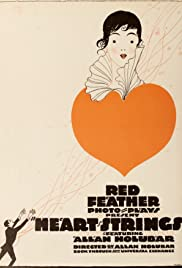

Heart Strings è un film muto del 1917 diretto da Allen Holubar. È conosciuto anche come Heartstrings.

## Trama
Hartley, preso nelle reti della fascinosa Leonie, diventa un ladro. Arrestato, viene messo in galera. La vamp usa nuovamente le sue arti sul dottor Gerald, fidanzato di Johanna, la figlia adottiva di McLean. Venendo a scoprire i progetti di Leonie sul giovane medico, Hartley cerca di mettere sull'avviso Gerald. Ma quest'ultimo, ormai irretito, rinuncia all'amore della fidanzata e all'amicizia con il dottor McLean.
Leonie però scopre che Johanna è la figlia che aveva abbandonato da piccola. Sconvolta dalla rivelazione, la donna si pente e chiede perdono. In preda al rimorso, Gerald parte per l'Europa mentre Johanna impara finalmente ad amare il dottor McLean, l'uomo che l'ha protetta fin da quando era bambina.

## Produzione
Il film fu prodotto dall'Universal Film Manufacturing Company (con il nome Red Feather Photoplays).

## Distribuzione
Il copyright del film, richiesto dalla Universal Film Mfg. Co., Inc., fu registrato l'11 gennaio 1917 con il numero LP9964.
Distribuito dall'Universal con il nome Red Feather Photoplays, uscì nelle sale cinematografiche statunitensi il 22 gennaio 1917.
Non si conoscono copie ancora esistenti della pellicola che viene considerata presumibilmente perduta.